# شمارگندورف
شمارگندورف (به آلمانی: Berlin-Schmargendorf) یک منطقهٔ مسکونی در آلمان است که در Charlottenburg-Wilmersdorf واقع شده‌است. شمارگندورف ۲۰٬۰۰۹ نفر جمعیت دارد.